# ایچیکی کیونائو
ایچیکی کیونائو (به ژاپنی: 一木 清直, Ichiki Kiyonao)؛ ۱۶ اکتبر ۱۸۹۲ – ۲۱ اوت ۱۹۴۲) یک افسر در نیروی زمینی امپراتوری ژاپن در نبرد تن‌آرو بود.